# Jordi (sebast)
Jordi (en llatí Georgius, en grec antic Γεώργιος) va ser un oficial romà d'Orient que portava el títol de sebast.
Va viure en el regnat d'Aleix II Comnè (1180-1183). La seva germana es va casar amb Andrònic que després va ser l'emperador Andrònic I Comnè. Andrònic li va proposar de matar l'emperadriu Maria d'Antioquia que era regent en nom d'Aleix, i encara que Jordi no va voler participar en el crim, va procurar per altres mitjans aconseguir el poder per al seu cunyat, segons diu Nicetes Coniata.